# Primera B 2003 (Colombia)
La  Temporada 2003 de la Primera B, conocida como Copa Águila 2003 por motivos comerciales, fue la decimocuarta de la segunda división del fútbol profesional colombiano.
En esta temporada se jugó por separado del Torneo Nacional de Reservas y se ampliaron los cupos de 14 a 17.

## Sistema de juego
El torneo de Primera B se volvió a jugar por separado del Torneo Nacional de Reservas, por lo que contó con 17 equipos participantes que se enfrentaron en una ronda de todos contra todos entre marzo y octubre. Al término de esa fase los ocho primeros avanzaron a los cuadrangulares semifinales, compuestos por dos grupos de cuatro equipos cada uno. Los ganadores de los grupos avanzaron a la final por el título del año y el ascenso a la Primera A para la temporada 2004.

## Datos de los clubes

### Relevo anual de clubes
| Ascendido a la Primera A                               |
| ------------------------------------------------------ |
| Centauros Villavicencio (Campeón de la Primera B 2002) |

| Descendido a la Primera B                                |
| -------------------------------------------------------- |
| Real Cartagena (Peor promedio acumulado en la Primera A) |

### Equipos participantes
- Desaparece El Cerrito y la Escuela Carlos Sarmiento Lora.
- Los clubes La Equidad, Johann F. C., Real Sincelejo y Patriotas adquieren fichas para participar en la Primera B.
- Chicó F. C. es renombrado Manpower Chicó por efectos de patrocinio y traslada su localía a Bogotá.[1]
- El club Cóndor Real Bogotá retoma su nombre de El Cóndor.
- Expreso Palmira FC vende su ficha a Expreso Rojo.

| Equipo             | Municipio       | Estadio                                              |
| ------------------ | --------------- | ---------------------------------------------------- |
| Alianza Petrolera  | Barrancabermeja | Estadio Daniel Villa Zapata                          |
| Bello F.C.         | Bello           | Estadio Tulio Ospina                                 |
| Chicó F. C.        | Bogotá          | Estadio Alfonso López Pumarejo Estadio Olaya Herrera |
| Chía Fair Play     | Chía            | Estadio La Luna                                      |
| Cúcuta Deportivo   | Cúcuta          | Estadio General Santander                            |
| Deportivo Rionegro | Rionegro        | Estadio Alberto Grisales                             |
| Dimerco Popayán    | Popayán         | Estadio Ciro López                                   |
| El Cóndor          | Bogotá          | Estadio El Campincito Estadio Metropolitano de Techo |
| Expreso Rojo       | Cartagena       | Estadio Pedro de Heredia                             |
| Girardot F.C.      | Girardot        | Estadio Luis Antonio Duque Peña                      |
| Itagüí F.C.        | Itagüí          | Estadio Metropolitano Ciudad de Itagüí               |
| Johann F. C.       | Barranquilla    | Romelio Martínez Metropolitano Roberto Meléndez      |
| La Equidad         | Bogotá          | Estadio Olaya Herrera                                |
| Patriotas          | Tunja Sogamoso  | Estadio La Independencia Estadio Olímpico El Sol     |
| Pumas de Casanare  | Yopal           | Estadio Pier Lora Muñoz                              |
| Real Cartagena     | Cartagena       | Estadio Pedro de Heredia                             |
| Real Sincelejo     | Sincelejo       | Estadio Arturo Cumplido Sierra                       |

## Todos contra todos
| Pos | Equipo             | Pts | PJ | PG | PE | PP | GF | GC | Dif |
| --- | ------------------ | --- | -- | -- | -- | -- | -- | -- | --- |
| 1.  | Expreso Rojo       | 61  | 32 | 17 | 10 | 5  | 44 | 23 | 21  |
| 2.  | Deportivo Rionegro | 60  | 32 | 18 | 6  | 8  | 50 | 39 | 11  |
| 3.  | Patriotas          | 58  | 32 | 17 | 7  | 8  | 46 | 30 | 16  |
| 4.  | Pumas de Casanare  | 52  | 32 | 13 | 13 | 6  | 36 | 26 | 10  |
| 5.  | Itagüí F. C.       | 49  | 32 | 14 | 7  | 11 | 41 | 40 | 1   |
| 6.  | Dimerco Popayán    | 47  | 32 | 12 | 11 | 9  | 42 | 30 | 12  |
| 7.  | Chicó F. C.        | 44  | 32 | 11 | 11 | 10 | 32 | 30 | 2   |
| 8.  | La Equidad         | 44  | 32 | 10 | 14 | 8  | 36 | 28 | 8   |
| 9.  | Real Cartagena     | 42  | 32 | 10 | 12 | 10 | 41 | 40 | 1   |
| 10. | Real Sincelejo     | 41  | 32 | 11 | 8  | 13 | 36 | 52 | 16  |
| 11. | Alianza Petrolera  | 37  | 32 | 10 | 7  | 15 | 43 | 47 | 4   |
| 12. | Chía Fair Play     | 36  | 32 | 8  | 12 | 12 | 35 | 38 | -3  |
| 13. | Girardot F. C.     | 34  | 32 | 8  | 10 | 14 | 29 | 35 | -6  |
| 14. | Cúcuta Deportivo   | 33  | 32 | 7  | 12 | 13 | 27 | 35 | -8  |
| 15. | El Condor          | 32  | 32 | 8  | 6  | 18 | 30 | 47 | -12 |
| 16. | Johann F. C.       | 32  | 32 | 6  | 14 | 12 | 31 | 43 | -12 |
| 17. | Bello F. C.        | 27  | 32 | 5  | 12 | 15 | 29 | 45 | -16 |

 Pts=Puntos; PJ=Partidos jugados; G=Partidos ganados; E=Partidos empatados; P=Partidos perdidos; GF=Goles a favor; GC=Goles en contra; DIF=Diferencia de gol
|  | Clasificado para los cuadrangulares semifinales. |
|  | Eliminado                                        |

| Girardot FC       | 0-1       | Expreso Rojo       | 16 de marzo |
| Bogotá Chicó      | 4-2       | Deportivo Rionegro | 16 de marzo |
| Cúcuta            | 1-1       | Johann FC          | 16 de marzo |
| Chia Fair Play    | 2-1       | Itagui FC          | 16 de marzo |
| Los Pumas         | 3-0       | Real Sincelejo     | 16 de marzo |
| Alianza Petrolera | 4-1       | La Equidad         | 16 de marzo |
| Cartagena         | 1-0       | Popayán            | 16 de marzo |
| Patriotas         | 0-1       | Bello FC           | 16 de marzo |
| Descansa:         | El Cóndor |                    |             |

| Popayán            | 1-2      | Patriotas FC      | 23 de marzo |
| La Equidad         | 3-0      | Cartagena         | 23 de marzo |
| Real Sincelejo     | 2-1      | Alianza Petrolera | 23 de marzo |
| Itagui FC          | 2-0      | Los Pumas         | 23 de marzo |
| Johann FC          | 0-0      | Chia Fair Play    | 23 de marzo |
| Deportivo Rionegro | 1-0      | Cúcuta            | 23 de marzo |
| Expreso Rojo       | 0-0      | Bogotá Chicó      | 23 de marzo |
| El Cóndor          | 0-1      | Girardot FC       | 23 de marzo |
| Descansa:          | Bello FC |                   |             |

| Bogotá Chicó      | 2-0         | El Cóndor          | 30 de marzo |
| Cúcuta            | 1-1         | Expreso Rojo       | 30 de marzo |
| Chia Fair Play    | 0-1         | Deportivo Rionegro | 30 de marzo |
| Los Pumas         | 4-0         | Johann FC          | 30 de marzo |
| Alianza Petrolera | 3-3         | Itagui FC          | 30 de marzo |
| Cartagena         | 5-1         | Real Sincelejo     | 30 de marzo |
| Patriotas FC      | 1-1         | La Equidad         | 30 de marzo |
| Bello FC          | 0-0         | Popayán            | 30 de marzo |
| Descansa:         | Girardot FC |                    |             |

| La Equidad         | 1-1     | Bello FC          | 6 de abril |
| Real Sincelejo     | 2-0     | Patriotas FC      | 6 de abril |
| Itagui FC          | 1-1     | Cartagena         | 6 de abril |
| Johann FC          | 1-1     | Alianza Petrolera | 6 de abril |
| Deportivo Rionegro | 0-1     | Los Pumas         | 6 de abril |
| Expreso Rojo       | 3-0     | Chia Fair Play    | 6 de abril |
| El Cóndor          | 0-1     | Cúcuta            | 6 de abril |
| Girardot FC        | 1-1     | Bogotá Chicó      | 6 de abril |
| Descansa:          | Popayán |                   |            |

| Cúcuta            | 1-1          | Girardot FC        | 13 de abril |
| Chia Fair Play    | 1-1          | El Cóndor          | 13 de abril |
| Los Pumas         | 0-0          | Expreso Rojo       | 13 de abril |
| Alianza Petrolera | 1-2          | Deportivo Rionegro | 13 de abril |
| Cartagena         | 2-0          | Johann FC          | 13 de abril |
| Patriotas FC      | 2-0          | Itagui FC          | 13 de abril |
| Bello FC          | 1-1          | Real Sincelejo     | 13 de abril |
| Popayán           | 2-1          | La Equidad         | 13 de abril |
| Descansa:         | Bogotá Chicó |                    |             |

| Real Sincelejo | 0-0        | Popayán           | 20 de abril |
| Itaguí         | 2-0        | Bello F.C         | 20 de abril |
| Johhan FC      | 2-2        | Patriotas FC      | 20 de abril |
| Rionegro       | 3-1        | Cartagena         | 20 de abril |
| Expreso Rojo   | 0-0        | Alianza Petrolera | 20 de abril |
| El Cóndor      | 2-0        | Los Pumas         | 20 de abril |
| Girardot FC    | 2-1        | Chía Fair Play    | 20 de abril |
| Bogotá Chicó   | 1-1        | Cúcuta            | 20 de abril |
| Descansa:      | La Equidad |                   |             |

| Chía Fair Play    | 1-1    | Bogotá Chicó       | 27 de abril |
| Los Pumas         | 1-0    | Girardot FC        | 27 de abril |
| Alianza Petrolera | 4-0    | El Cóndor          | 27 de abril |
| Cartagena         | 0-1    | Expreso Rojo       | 27 de abril |
| Patriotas FC      | 1-2    | Deportivo Rionegro | 27 de abril |
| Bello FC          | 1-1    | Johhan F.C         | 27 de abril |
| Popayán           | 0-1    | Itaguí             | 27 de abril |
| La Equidad        | 0-1    | Real Sincelejo     | 27 de abril |
| Descansa:         | Cúcuta |                    |             |

| Itaguí             | 0-2            | La Equidad        | mayo 1 |
| Johhan FC          | 1-1            | Popayán           | mayo 1 |
| Deporitvo Rionegro | 3-2            | Bello FC          | mayo 1 |
| Expreso Rojo       | 3-3            | Patriotas FC      | mayo 1 |
| El Cóndor          | 0-1            | Cartagena         | mayo 1 |
| Girardot FC        | 2-0            | Alianza Petrolera | mayo 1 |
| Bogotá Chicó       | 0-0            | Los Pumas         | mayo 1 |
| Cúcuta             | 1-1            | Chía Fair Play    | mayo 1 |
| Descansa:          | Real Sincelejo |                   |        |

|           |  |  | 16 de marzo |
|           |  |  |             |
|           |  |  |             |
|           |  |  |             |
|           |  |  |             |
|           |  |  |             |
|           |  |  |             |
|           |  |  |             |
| Descansa: |  |  |             |

| Bogotá Chicó       | 3-0        | Cartagena      | 13 de mayo |
| Chía Fair Play     | 0-0        | Los Pumas      | 13 de mayo |
| Girardot FC        | 3-1        | Patriotas FC   | 13 de mayo |
| El Cóndor          | 1-1        | Bello FC       | 13 de mayo |
| Expreso Rojo       | 2-0        | Popayán        | 13 de mayo |
| Deportivo Rionegro | 1-1        | La Equidad     | 13 de mayo |
| Johhan FC          | 1-1        | Real Sincelejo | 13 de mayo |
| Alianza Petrolera  | -          | Cúcuta         | 13 de mayo |
| Descansa:          | Itaguí F.C |                |            |

| Real Sincelejo    | 3-0       | Deportivo Rionegro | 18 de mayo |
| Alianza Petrolera | 1-2       | Chia Fair Play     | 18 de mayo |
| Cartagena         | 2-2       | Cúcuta             | 18 de mayo |
| Patriotas F.C     | 3-2       | Bogotá Chicó       | 18 de mayo |
| Bello FC          | 0-1       | Girardot F.C       | 18 de mayo |
| Popayán           | 2-0       | El Cóndor          | 18 de mayo |
| La Equidad        | 0-0       | Expreso Rojo       | 18 de mayo |
| Itagui FC         | 1-0       | Johann F.C         | 18 de mayo |
| Descansa:         | Los Pumas |                    |            |

| Cartagena      | 2-2               | Los Pumas           | 2 de Junio |
| Patriotas FC   | 2-1               | Chía Fair Play      | 2 de Junio |
| Bello FC       | 2-0               | Cúcuta              | 2 de Junio |
| Popayán        | 0-1               | Bogotá Chicó        | 2 de Junio |
| La Equidad     | 1-0               | Girardot FC         | 2 de Junio |
| Real Sincelejo | 2-5               | El Cóndor           | 2 de Junio |
| Itaguí         | 1-2               | Expreso Rojo        | 2 de Junio |
| Johhan F.C     | 0-0               | Deoportivo Rionegro | 2 de Junio |
| Descansa:      | Alianza Petrolera |                     |            |

|           |  |  | 16 de marzo |
|           |  |  |             |
|           |  |  |             |
|           |  |  |             |
|           |  |  |             |
|           |  |  |             |
|           |  |  |             |
|           |  |  |             |
| Descansa: |  |  |             |

|           |  |  | 16 de marzo |
|           |  |  |             |
|           |  |  |             |
|           |  |  |             |
|           |  |  |             |
|           |  |  |             |
|           |  |  |             |
|           |  |  |             |
| Descansa: |  |  |             |

|           |  |  | 16 de marzo |
|           |  |  |             |
|           |  |  |             |
|           |  |  |             |
|           |  |  |             |
|           |  |  |             |
|           |  |  |             |
|           |  |  |             |
| Descansa: |  |  |             |

|           |  |  | 16 de marzo |
|           |  |  |             |
|           |  |  |             |
|           |  |  |             |
|           |  |  |             |
|           |  |  |             |
|           |  |  |             |
|           |  |  |             |
| Descansa: |  |  |             |

|           |  |  | 16 de marzo |
|           |  |  |             |
|           |  |  |             |
|           |  |  |             |
|           |  |  |             |
|           |  |  |             |
|           |  |  |             |
|           |  |  |             |
| Descansa: |  |  |             |

|           |  |  |  |
|           |  |  |  |
|           |  |  |  |
|           |  |  |  |
|           |  |  |  |
|           |  |  |  |
|           |  |  |  |
|           |  |  |  |
| Descansa: |  |  |  |

| El Cóndor          | 1-0         | Bogotá Chicó      | 21 de Julio |
| Expreso Rojo       | 4-1         | Cúcuta            | 21 de Julio |
| Deportivo Rionegro | 2-1         | Chía Fair Playa   | 21 de Julio |
| Johann FC          | 4-0         | Los Pumas         | 21 de Julio |
| Itaguí             | 2-1         | Alianza Petrolera | 21 de Julio |
| Real Sincelejo     | 1-0         | Cartagena         | 21 de Julio |
| Popayán            | 3-1         | Bello FC          | 21 de Julio |
| La Equidad         | -           | Patriotas FC      | 22 de Julio |
| Descansa:          | Girardot FC |                   |             |

| Bello FC          | 0-4     | La Equidad         | 28 de Julio |
| Patriotas FC      | 5-0     | Real Sincelejo     | 28 de Julio |
| Cartagena         | 1-1     | Itaguí             | 28 de Julio |
| Alianza Petrolera | 2-1     | Johhan FC          | 28 de Julio |
| Los Pumas         | 3-1     | Deportivo Rionegro | 28 de Julio |
| Chía Fair Play    | 0-1     | Expreso Rojo       | 28 de Julio |
| Cúcuta            | 1-1     | El Cóndor          | 28 de Julio |
| Bogotá Chicó      | 1-0     | Girardot FC        | 28 de Julio |
| Descansa:         | Popayán |                    |             |

| Deportivo Rionegro | 2-1          | Alianza Petrolera | 4 de agosto |
| Expreso Rojo       | 0-1          | Los Pumas         | 4 de agosto |
| La Equidad         | 1-0          | Popayán           | 4 de agosto |
| Girardot F.C       | 0-0          | Cúcuta            | 4 de agosto |
| El Cóndor          | 0-1          | Chía Fair Play    | 4 de agosto |
| Johhan F.C         | 1-0          | Cartagena         | 4 de agosto |
| Itaguí F.C         | 3-2          | Patriotas F.C     | 4 de agosto |
| Real Sinceljo      | 1-0          | Bello F.C         | 4 de agosto |
| Descansa:          | Bogotá Chicó |                   |             |

| Girardot F.C       | 2-0    | Los Pumas         | 11 de agosto |
| Bogotá Chicó       | 1-1    | Chía Fair Play    | 11 de agosto |
| El Cóndor          | 3-2    | Alianza Petrolera | 11 de agosto |
| Expreso Rojo       | 1-1    | Cartagena         | 11 de agosto |
| Deportivo Rionegro | 0-2    | Patriotas F.C     | 11 de agosto |
| Johhan F.C         | 1-0    | Bello F.C         | 11 de agosto |
| Itaguí F.C         | 2-2    | Popayán           | 11 de agosto |
| Real Sincelejo     | 1-0    | La Equidad        | 11 de agosto |
| Descansa:          | Cúcuta |                   |              |

| Cúcuta             | 0-1            | Los Pumas         | 26 de agosto |
| Bogotá Chicó       | 1-1            | Alianza Petrolera | 26 de agosto |
| Girardot F.C       | 1-1            | Cartagena         | 26 de agosto |
| El Cóndor          | 2-3            | Patriotas F.C     | 26 de agosto |
| Expreso Rojo       | 1-0            | Bello F.C         | 26 de agosto |
| Deportivo Rionegro | 1-1            | Popayán           | 26 de agosto |
| Johhan F.C         | 5-0            | La Equidad        | 26 de agosto |
| Itagúi F.C         | 4-1            | Real Sincelejo    | 26 de agosto |
| Descansa:          | Chía Fair Play |                   |              |

| Expreso Rojo   | 2-0                | Johhan F.C        | 29 de septiembre |
| Patriotas F.C  | 1-0                | Los Pumas         | 29 de septiembre |
| Bello F.C      | 1-2                | Chía Fair Play    | 29 de septiembre |
| Itaguí         | 1-0                | El Cóndor         | 29 de septiembre |
| Real Sincelejo | 3-0                | Girardot F.C      | 29 de septiembre |
| La Equidad     | 2-2                | Bogotá Chicó      | 29 de septiembre |
| Popayán        | 1-0                | Cúcuta            | 29 de septiembre |
| Real Cartagena | 1-1                | Alianza Petrolera | 29 de septiembre |
| Descansa:      | Deportivo Rionegro |                   |                  |

| Chía Fair Play     | 2-0       | Alianza Petrolera | 7 de septiembre |
| Cúcuta             | 1-1       | Cartagena         | 7 de septiembre |
| Bogotá Chicó       | 1-0       | Patriotas FC      | 7 de septiembre |
| Girardot FC        | 1-1       | Bello FC          | 7 de septiembre |
| El Cóndor          | 2-2       | Popayán           | 7 de septiembre |
| Expreso Rojo       | 0-0       | La Equidad        | 7 de septiembre |
| Deportivo Rionegro | 3-0       | Real Sincelejo    | 7 de septiembre |
| Johhan FC          | 1-2       | Itaguí            | 7 de septiembre |
| Descansa:          | Los Pumas |                   |                 |

| Itaguí            | 2-1       | Deportivo Rionegro | 15 de septiembre |
| Real Sincelejo    | 1-1       | Expreso Rojo       | 15 de septiembre |
| La Equidad        | 0-2       | El Cóndor          | 15 de septiembre |
| Bello FC          | 0-0       | Bogotá Chicó       | 15 de septiembre |
| Popayán           | 2-0       | Girardot FC        | 15 de septiembre |
| Patriotas FC      | 1-0       | Cúcuta             | 15 de septiembre |
| Cartagena         | 1-1       | Chía Fair Play     | 15 de septiembre |
| Alianza Petrolera | 1-0       | Los Pumas          | 15 de septiembre |
| Descansa:         | Johhan FC |                    |                  |

| Expreso Rojo      | 4-0       | Deportivo Rionegro | 6 de octubre |
| Alianza Petrolera | 0-2       | Patriotas FC       | 6 de octubre |
| Los Pumas         | 3-1       | Bello FC           | 6 de octubre |
| Chía Fair Play    | 0-3       | Popayán            | 6 de octubre |
| Cúcuta            | 2-2       | La Equidad         | 6 de octubre |
| Girardot FC       | 0-0       | Itaguí             | 6 de octubre |
| Bogotá Chicó      | 1-0       | Real Sincelejo     | 6 de octubre |
| El Cóndor         | 1-2       | Johhan FC          | 6 de octubre |
| Descansa:         | Cartagena |                    |              |

| Deportivo Rionegro | 6-2          | El Cóndor         | 14 de octubre |
| Itaguí             | 2-1          | Bogotá Chicó      | 14 de octubre |
| Real Sincelejo     | 0-0          | Cúcuta            | 14 de octubre |
| La Equidad         | 0-0          | Chía Fair Play    | 14 de octubre |
| Popayán            | 2-2          | Los Pumas         | 14 de octubre |
| Bello FC           | 2-2          | Alianza Petroelra | 14 de octubre |
| Patriotas FC       | 1-0          | Cartagena         | 14 de octubre |
| Johhan FC          | -            | Giardot FC        | 14 de octubre |
| Descansa:          | Expreso Rojo |                   |               |

| La Equidad        |              | Los Pumas          | 19 de octubre |
| Chía Fair Play    |              | Real Sincelejo     | 19 de octubre |
| Bogotá Chicó      |              | Johhan FC          | 19 de octubre |
| Cartagena         |              | Bello FC           | 19 de octubre |
| Alianza Petrolera |              | Popayán            | 19 de octubre |
| Cúcuta            |              | Itaguí             | 19 de octubre |
| Girardot FC       |              | Deportivo Rionegro | 19 de octubre |
| El Cóndor         |              | Expreso Rojo       | 19 de octubre |
| Descansa:         | Patriotas FC |                    |               |

## Cuadrangulares semifinales

### Grupo A
| Pos | Equipo       | Pts | PJ | PG | PE | PP | GF | GC | Dif |
| --- | ------------ | --- | -- | -- | -- | -- | -- | -- | --- |
| 1.  | Chicó F. C.  | 10  | 6  | 3  | 1  | 2  | 12 | 11 | 1   |
| 2.  | Patriotas    | 8   | 6  | 2  | 2  | 2  | 11 | 9  | 2   |
| 3.  | Itagüí F. C. | 8   | 6  | 2  | 2  | 2  | 7  | 9  | -2  |
| 4.  | Expreso Rojo | 6   | 6  | 1  | 3  | 2  | 7  | 8  | -1  |

| Grupo A      | CHI | PAT | ITA | EXP |
| Chicó F. C.  |     | 3:2 | 2:0 | 1:1 |
| Patriotas    | 3:1 |     | 0:1 | 3:1 |
| Itagüí F. C. | 2:4 | 2:2 |     | 2:1 |
| Expreso Rojo | 3:1 | 1:1 | 0:0 |     |

|  | Avanza a la final. |

### Grupo B
| Pos | Equipo             | Pts | PJ | PG | PE | PP | GF | GC | Dif |
| --- | ------------------ | --- | -- | -- | -- | -- | -- | -- | --- |
| 1.  | Pumas de Casanare  | 11  | 6  | 3  | 2  | 1  | 11 | 7  | 4   |
| 2.  | La Equidad         | 9   | 6  | 2  | 3  | 1  | 9  | 8  | 1   |
| 3.  | Deportivo Rionegro | 8   | 6  | 2  | 2  | 2  | 9  | 6  | 3   |
| 4.  | Dimerco Popayán    | 3   | 6  | 0  | 3  | 3  | 3  | 11 | -9  |

| Grupo B            | CAS | EQU | RIO | POP |
| Pumas de Casanare  |     | 4:0 | 4:2 | 2:1 |
| La Equidad         | 4:1 |     | 2:0 | 0:0 |
| Deportivo Rionegro | 0:0 | 2:2 |     | 4:0 |
| Dimerco Popayán    | 0:0 | 1:1 | 0:2 |     |

|  | Avanza a la final. |

## Final
| Fecha | Ciudad | Equipo local      | Resultado | Equipo visitante  |
| --- | ------ | ----------------- | --------- | ----------------- |
| 6 de diciembre                                                                                              | Bogotá | Chicó F. C.       | 1 - 0     | Pumas de Casanare |
| 13 de diciembre                                                                                             | Yopal  | Pumas de Casanare | 1 - 1     | Chicó F. C.       |
| Chicó F. C. se corona campeón con el marcador global de 2-1 y asciende a la Primera A en la temporada 2004. |        |                   |           |                   |

|                                 |
| Bandera de Colombia             |
| Campeón Chicó F. C. 1.er título |

## Goleadores
| Jugador            | Equipo             | Goles |
| ------------------ | ------------------ | ----- |
| Sergio Herrera     | Alianza Petrolera  | 25    |
| Nilson Pérez       | Expreso Rojo       | 17    |
| Joaquín Montoya    | Deportivo Rionegro | 16    |
| Anuar Guerrero     | Chicó F. C.        | 14    |
| Oyarbides Cassiani | Real Sincelejo     | 14    |